# ناوینهوزن
ناوینهوزن (به آلمانی: Neuenhäusen) یک منطقهٔ مسکونی در آلمان است که در تسله واقع شده‌است. ناوینهوزن ۷٬۸۸۸ نفر جمعیت دارد.